# Krep papir
Krep papir je bezdrvni ili srednjefini papir, naboran na stroju mnoštvom sitnih nabora. Odlikuje se mekoćom i rastezljivošću. Služi kao omotni papir za zamatanje krhkih proizvoda, za izradu papirnatih stolnjaka i ubrusa, a obojen jarkim bojama upotrebljava se i u ukrasne (dekorativne) svrhe.

## Omotni papir
Omotni papiri, kartoni i ljepenke proizvode se uglavnom od starog papira (u prosjeku stari papir čini oko 80% sirovine), ali i od poluceluloze, sulfitne i sulfatne celuloze. Od omotnih se papira traži velika čvrstoća na kidanje, otpornost prema savijanju, dobra rastezljivost i neprobojnost. Kao materijal za pakiranje (ambalažu), papir se upotrebljava više od bilo kojeg drugog konkurentnog materijala.
U omotni ili ambalažne papire ubrajaju se: 
- prosti papir za zamatanje ili šrenc papir, slabih mehaničkih svojstava i lošeg izgleda, upotrebljava se za pakiranje, a najviše kao unutarnji ravni sloj u valovitom kartonu;
- papir za valovitu ljepenku ili fluting papir, izrazite krutosti, služi za izradbu valovitoga sloja u valovitom kartonu (kartonska ambalaža);
- kraft papir, od dugih četinjačkih vlakana sulfatne celuloze, najboljih je mehaničkih svojstava, služi za izradbu papirnih vreća i kao ravni sloj valovitoga kartona;
- natronski papir, po kvaliteti sličan kraft papiru, ali manjih gramatura, koristi se za izradu konzumnih vrećica i ljepljivih papirnih vrpca.[1]